# Heinrich von Brentano
Heinrich von Brentano di Tremezzo, nemški odvetnik in politik, * 6. junij 1904, Offenbach, † 14. november 1964, Darmstadt.
Leta 1949 je postal poslanec Bundestaga in bil med letoma 1955 in 1961 minister za zunanje zadeve Nemčije.